# Кароль Станіслав Радзивілл
Ка́роль Станісла́в Онуфрій Ян Непомуцен Радзиві́лл на прізвисько «Пане Коханку» (Karol Stanisław Onufry Jan Nepomucen Radziwiłł; 27 лютого 1734, Несвіж — 21 листопада 1790, Біла Підляська) — литовський князь з роду Радзивіллів, мечник великий литовський з 1752 року, староста львівський 1755–1762, воєвода віленський в 1762–64 та з 1768 p.

## Біографія
Один з наймогутніших магнатів Речі Посполитої XVIII ст. Мав значний вплив на шляхту, зокрема, на оборонців т. зв. «золотих вольностей». 1764 року змушений був виїхати до Туреччини. 1767 року повернувся до Польщі, став маршалком радомської конфедерації, цього ж року на сеймі його обрали маршалком. Завдяки підтримці російського посла у Речі Посполитій H. Рєпніна повернув свої маєтності. Учасник Барської конфедерації 1768 p. Після поразки конфедератів перейшов на бік царського уряду і змушений був емігрувати за кордон. Згодом продовжував брати участь у боротьбі між угрупованнями шляхти, яка призвела до занепаду Речі Посполитої.

## Сім'я
Перша дружина — князівна Марія (Маріанна) Кароліна Любомирська, донька князя Яна Казимира Любомирського і Уршули з Браницьких. Шлюб відбувся в Мостиськах 23 жовтня 1753 року, розлучені 1763-го (в інших джерелах — 1760). Друга дружина — Тереза Кароліна Жевуська, донька Вацлава Петра Жевуського. В обидвох шлюбах дітей не мав.